# 한국은행 부총재보
한국은행 부총재보(韓國銀行 副總裁補)는 총재와 부총재를 보좌하는 직위이다.

## 역할
부총재보는 한국은행 총재와 부총재를 보좌한다.

## 현임
- 이종렬, 한국은행 금융결제국장 역임, 2022.7 ~ 2025.7
- 김웅, 한국은행 조사국장 역임, 2023.3 ~ 2026.3
- 채병득, 한국은행 인사경영국장 역임 2023.6 ~ 2026.6
- 권민수, 한국은행 외자운용원장 역임 2024.5 ~ 2027.5
- 박종우, 한국은행 금융시장국장 역임 2024.5 ~ 2027.5

## 역대 부총재보
- 허진호, 한국은행 통화정책국장 역임, 2016.7 ~ 2019.7
- 신호순, 한국은행 금융안정국장 역임, 2017.9 ~ 2020.9
- 정규일, 한국은행 경제통계국장 역임, 2018.5 ~ 2021.5
- 유상대, 한국은행 국제협력국장 역임, 2018.5 ~ 2021.5
- 이승헌, 한국은행 국제국장 역임, 2019.6 ~ 2020.11
- 박종석, 한국은행 통화정책국장 역임, 2019.7 ~ 2022.7
- 이환석, 한국은행 조사국장 역임, 2020.3 ~ 2023.3
- 배준석, 한국은행 기획협력국장 역임, 2020.11 ~ 2023.11
- 민좌홍, 한국은행 금융안정국장 역임, 2021.5 ~ 2024.5
- 이상형, 한국은행 통화정책국장 역임, 2021.7 ~ 2024.7

## 같이 보기
- 한국은행 총재
- 한국은행 부총재